# Ginatilan
Ginatilan (Bayan ng Ginatilan) är en kommun i Filippinerna. Kommunen tillhör provinsen Cebu och ligger på ön med samma namn. Folkmängden år 2015 estimeras till 15 919 invånare.
Ginatilan är indelat i 14 barangayer.

## Bildgalleri

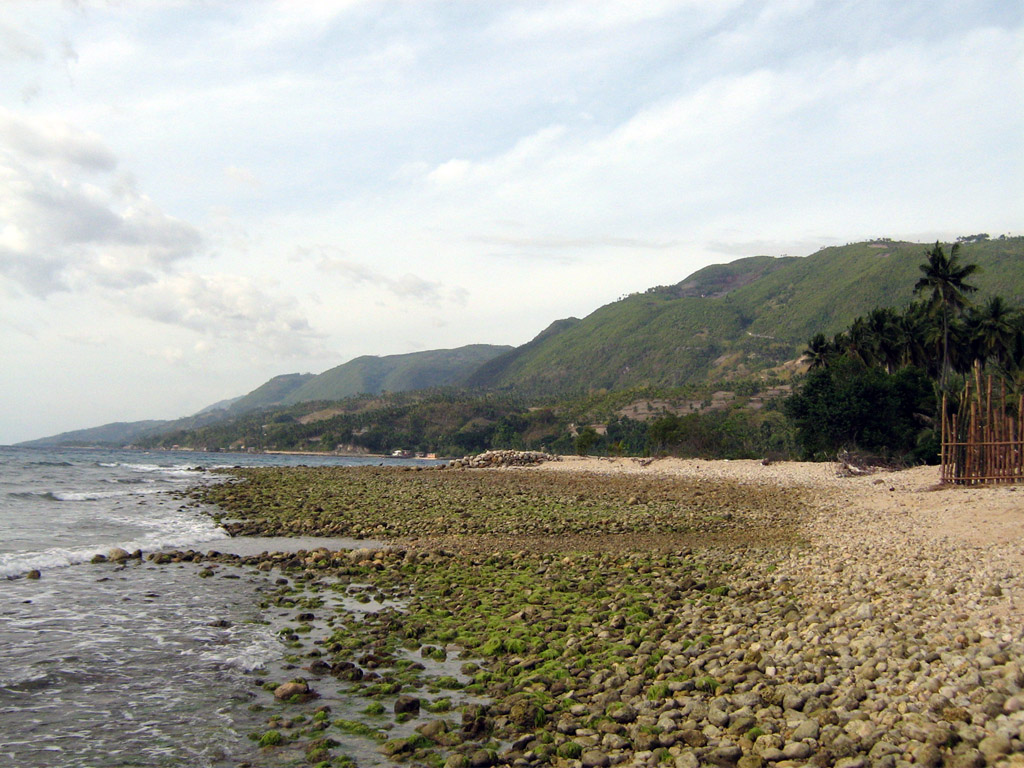